# Štip
Pronunciação
Štip (em macedônio/macedónio:  Штип [ʃtip] (escutarⓘ)) é a maior aglomeração urbana localizada da região leste da Macedônia do Norte, atuando como ponto focal econômico, industrial, de entretenimento e educacional aos municípios vizinhos. Em 2002, contava com 47 796 habitantes. A cidade em si tinha 43 652 habitantes, sendo o restante da população distribuído nas vilas vizinhas. Ela está localizada entre os vales Lakavica, Ovče Pole e Kočani, e dois rios passam pela cidade: o rio Bregalnica, que é o segundo maior rio do país, e o rio Otinja, que divide a cidade em duas regiões. Na colina Isar existe uma fortaleza medieval.
Štip é o maior centro de produção têxtil do país; centro da indústria da moda da Macedônia do Norte, bem como a localização da única universidade pública no leste do país, a Universidade Goce Delčev de Štip.
A cidade de Štip é a sede do município homônimo.

## Sistema de governo
O atual prefeito de Štip é o Blagoj Bocvarski (em macedônio/macedónio:  Благој Бочварски).
A cidade é governada pela "Câmara Municipal", que a cada quatro anos elege seu presidente. Os conselheiros são, no modo geral, integrantes dos partidos mais fortes. O Presidente da Câmara municipal conduz as sessões e também assina as decisões em companhia com o prefeito da cidade.

## Localidades do município
Além da cidade de Štip, o município possui quarenta e três localidades:
- Baltaliya
- Brest
- Vrsakovo
- Goratchino
- Dobrochani
- Dolani
- Dragoevo
- Edeklertsi
- Yamoulartsi
- Kalapetrovtsi
- Kochevo
- Krivi Dol
- Lakavitsa
- Leskovitsa
- Lipov Dol
- Lyouboten
- Nikoman
- Novo Selo
- Penouch
- Priperovo
- Potchivalo
- Pouhtché
- Sartchievo
- Seltsé
- Skandaltsi
- Sofilari
- Star Karaorman
- Stepantsi
- Souvo Grlo
- Soudiḱ
- Souchevo
- Tanatartsi
- Testemeltsi
- Topliḱ
- Tri Tchechmi
- Hadji-Redjepli
- Hadji-Seydeli
- Hadji-Hamzali
- Tsrechka
- Tchardakliya
- Tchiflik
- Chachavarliya
- Chopour

## Pessoas notórias

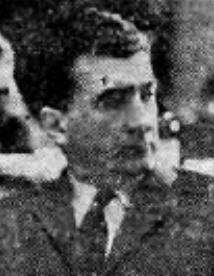
Kiro Gligorov, ex-presidente da Macedônia do Norte nascido aqui.

- Kiro Gligorov, ex-presidente da Macedônia do Norte
- Ljupčo Jordanovski, ex-presidente interino da Macedônia do Norte
- Lyubomir Miletich, linguista búlgaro, etnógrafo, dialetologista e historiador
- Ferus Mustafov, músico cigano
- General Mihajlo Apostolski, o primeiro comandante do Exército da República Popular da Macedônia
- Ljubčo Georgievski, primeiro-ministro da Macedônia do Norte, de 1998 a 2002
- Nikola Kljusev, primeiro-ministro principal da República da Macedônia independente
- Aco Šopov, poeta
- Dragoslav Šekularac, uma antiga lenda do futebol iugoslavo
- Nataša Petrović, atriz de ascendência sérvia
- Zoran Vanev, cantor de  folk-pop